# عائشة المناعي
عائشة بنت يوسف المناعي هي أكاديمية وسياسية قطرية. في عام 2017، عُيِّنت كإحدى أربع نساء في مجلس الشورى، لتصبح من أوائل البرلمانيات في البلاد.

## السيرة الذاتية
حصلت المناعي على درجتي البكالوريوس في التربية والشريعة من جامعة قطر، ثم نالت درجة الماجستير والدكتوراه من جامعة الأزهر في مصر. عملت لاحقًا أستاذةً في كلية الشريعة والدراسات الإسلامية بجامعة قطر، ثم شُغِلت منصب عميدة الكلية، لتكون أول امرأة تتولى عمادة كلية للشريعة. كما تولت إدارة مركز محمد بن حمد آل ثاني لإسهامات المسلمين في الحضارة بجامعة حمد بن خليفة.
شاركت في العمل التطوعي ضمن الهلال الأحمر القطري، حيث شَغِلت منصب نائبة الرئيس، كما تولت عضوية البرلمان العربي.
في نوفمبر 2017، عُيِّنت المناعي في مجلس الشورى القطري بقرار من الأمير تميم بن حمد آل ثاني.